# William Gerald D'Arcy
William Gerald D'Arcy (Calgary, 1931 — 1999) foi um botânico canadiano, mas que trabalho no Jardim Botânico do Missouri, que se notabilizou como especialista no grupo das Solanales, em particular das Solanaceae.